# Ancistrocerus carinicollis
Ancistrocerus carinicollis är en stekelart som först beskrevs av Cameron.  Ancistrocerus carinicollis ingår i släktet murargetingar, och familjen Eumenidae. Inga underarter finns listade i Catalogue of Life.